# Йовчев, Йордан
Йорда́н Йо́вчев Йо́вчев (болг. Йордан Йовчев Йовчев, родился 24 февраля 1973 в Пловдиве) — болгарский гимнаст, участник шести Олимпийских игр с 1992 по 2012 годы (рекордсмен среди мужчин — участников соревнований по спортивной гимнастике на Олимпиадах), серебряный призёр Олимпиады-2004, трижды бронзовый призёр игр Олимпиад 2000 года (один раз) и 2004 года (два раза), четырёхкратный чемпион мира (2001 и 2003 годов). Один из известнейших спортсменов Болгарии, кавалер ордена «Стара планина».

## Биография

### Ранние годы
Гимнастикой Йордан занимался с первого класса школы, когда встретился с тренерами, искавшими талантливых детей. Является воспитанником Пловдивского олимпийского училища. Первым тренером был Живко Добрев. Йордан мечтал стать таким же великим гимнастом, как Стоян Делчев, чемпион Олимпийских игр 1980 года на перекладине и абсолютный чемпион Европы 1979 года. Дебютировал Йовчев на международных соревнованиях в 1987 году, впервые на Олимпийских играх выступил в 1992 году и не пропустил с тех пор ни одной Олимпиады вплоть до 2012 года, повторив достижение Оксаны Чусовитиной, участницы шести Олимпиад подряд также с 1992 года. По словам Йовчева, и государство, и вся сборная Болгарии (вместе с врачами и тренерами) создали оптимальные условия для тренировок и подготовок к выступлениям. Первый успех к нему пришёл в 1991 году, когда в Афинах на юношеском чемпионате Европы (до 18 лет) он стал серебряным призёром в многоборье.

### 1990-е годы
Высшим достижением Йовчева на Олимпийских играх 1992 года в Барселоне стало 10-е место в командном многоборье, когда сборная Болгарии заработала за свои выступления 566.800 баллов. В составе той команды, помимо Йордана Йовчева, выступали Калофер Христозов, Илиян Александров, Красимир Дунев, Георгий Лозанов и Деян Колев. В 1995 году Йовчев выиграл свою первую награду, завоевав бронзовую награду на чемпионате мира в Сабаэ на кольцах, через год он выиграл и серебряную медаль на чемпионате мира в Сан-Хуане на тех же кольцах. На Олимпийских играх 1996 года в соревнованиях на кольцах только разрыв в 0.012 баллов не позволил ему взойти на пьедестал, а в командных соревнованиях сборная Болгарии заняла 6-е место и набрала 567.567 баллов (состав — Йордан Йовчев, Красимир Дунев, Димитр Лунчев, Калофер Христозов, Деян Йорданов, Иван Иванов и Васил Ветцев).
С 1996 по 2007 годы Йордан проживал в США вместе с товарищами по сборной Красимиром Дуневым (серебряный призёр Атланты на перекладине) и Иваном Ивановым (чемпион Европы в вольных упражнениях), но продолжал тренировки и выступления за Болгарию, отказавшись категорически от выступлений за сборную США. Форму он поддерживал благодаря выступлениям в гимнастических шоу. В 1999 году Йовчев завоевал «бронзу» на чемпионате мира в Тяньцзине в многоборье, причём в этой дисциплине неудачное выступление на брусьях не позволило ему стать абсолютным чемпионом. Йовчев, шедший вровень с россиянином Николаем Крюковым, на брусьях получил всего 9.350 баллов, проиграв Крюкову 0.362 балла. Из полученных в Тяньцзине в многоборье оценок самой низкой у Йовчева оказалась именно оценка за брусья, а итоговый отрыв Крюкова от Йовчева составил 0.273 балла («серебро» завоевал японец Наоя Цукахара).

### 2000-е годы

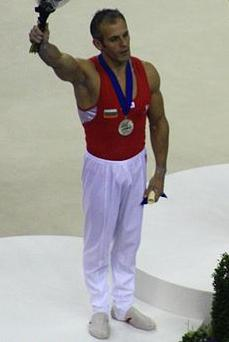
Йордан Йовчев с серебряной медалью чемпионата мира 2009 в Лондоне

В 2000 году Йовчев выиграл две бронзовые награды на Олимпиаде в Сиднее: на кольцах (9.737 баллов) и в вольных упражнениях (9.787 баллов), а в 2001 году впервые стал чемпионом мира в Генте, выиграв золотые медали в тех же дисциплинах. С точки зрения самого Йовчева, эти награды стали наиболее важными в его карьере: тогда он впервые доказал, что может побеждать на турнирах подобного уровня. В 2002 году в греческом Патрасе на кольцах Йордан завоевал титул чемпиона Европы, добавив в свою копилку две серебряные медали в многоборье (Йовчев получил наименьший балл на брусьях) и вольных упражнениях, а в том же году на чемпионате мира в Дебрецене стал серебряным призёром на кольцах и в вольных упражнениях.
В 2003 году на чемпионате мира в американском Анахайме во время выступлений на брусьях Йовчев сорвался вниз и сломал себе несколько рёбер и плечо. Шансов на то, что Йовчев продолжит соревнования и на следующий день соревнований выполнит свою программу вольных упражнений до конца, было немного, но он отказался сниматься с соревнований и на следующий день вышел на финальные соревнования. Йордан, несмотря на травму, выполнил свою программу в вольных до конца, не подав ни единого признака недомогания или боли, и завоевал титул чемпиона мира, что стало сенсацией в мировом спорте. Йовчев также стал чемпионом мира в Анахайме и в выступлениях на кольцах, но болельщики на турнире невзлюбили Йовчева. Одной из возможных причин было то, что титул чемпиона Йовчев разделил в вольных с американцем Полом Хэммом, а на кольцах — с греком Димосфенисом Тампакосом.
В 2004 году Йовчев завоевал серебряные медали на чемпионате Европы в Любляне (вольные упражнения) и на Олимпийских играх в Афинах (кольца). Выступления в Афинах ознаменовались скандалом: сложность программы Йовчева была намного выше, чем у грека Димосфениса Тампакоса, но судьи отдали золотую медаль Тампакосу, что вызвало возмущение у многих зрителей (Йовчев получил оценку в 9.850 баллов, а Тампакос выиграл у него 0.012 балла). Занявший третье место итальянец Юрий Кеки (9.812 баллов) перед церемонией награждения взял Йовчева за руку и поднял её вверх, показывая зрителям, что именно Йовчев заслужил золотую медаль. Тампакосу Кеки даже не пожал руку. Президент Болгарии Георгий Пырванов в 2007 году заявил, что у Йовчева попросту украли победу:

Я восхищаюсь Йорданом Йовчевым. Среди наиболее волнующих моментов в моей жизни — это его блестящее выступление в Афинах на Олимпийских играх, когда у него грубо отняли золотую медаль.
Оригинальный текст (болг.)Възхищавам се на Йордан Йовчев. Сред най-вълнуващите мигове в моя живот е неговото блестящо представяне в Атина на Олимпийските игри, когато грубо му беше отнет златният медал.

В 2006—2008 годах Йовчев завоевал ряд наград в выступлениях на кольцах: чемпионаты мира в Орхусе (2006) и Штутгарте (2007) принесли ему «серебро» и «бронзу» соответственно; на чемпионатах Европы в Волосе (2006), Амстердаме (2007) и Лозанне (2008) он завоёвывает серебряные медали. На Олимпийских играх 2008 года Йовчев со второго места вышел в финал соревнований на кольцах, набрав 16.275 баллов по новой судейской системе, однако в финале он не сумел выполнить полностью свою программу (самую лёгкую по сложности в 6.800 баллов) из-за собственной ошибки, заняв последнее место с результатом 15.525 баллов. На чемпионатах Европы в Милане (2009) и Бирмингеме (2010) Йовчев, несмотря на возраст, завоёвывает бронзовые медали в выступлениях на кольцах, а в 2009 году на мировом первенстве в Лондоне кольца приносят ему очередное «серебро».

### 2010-е годы

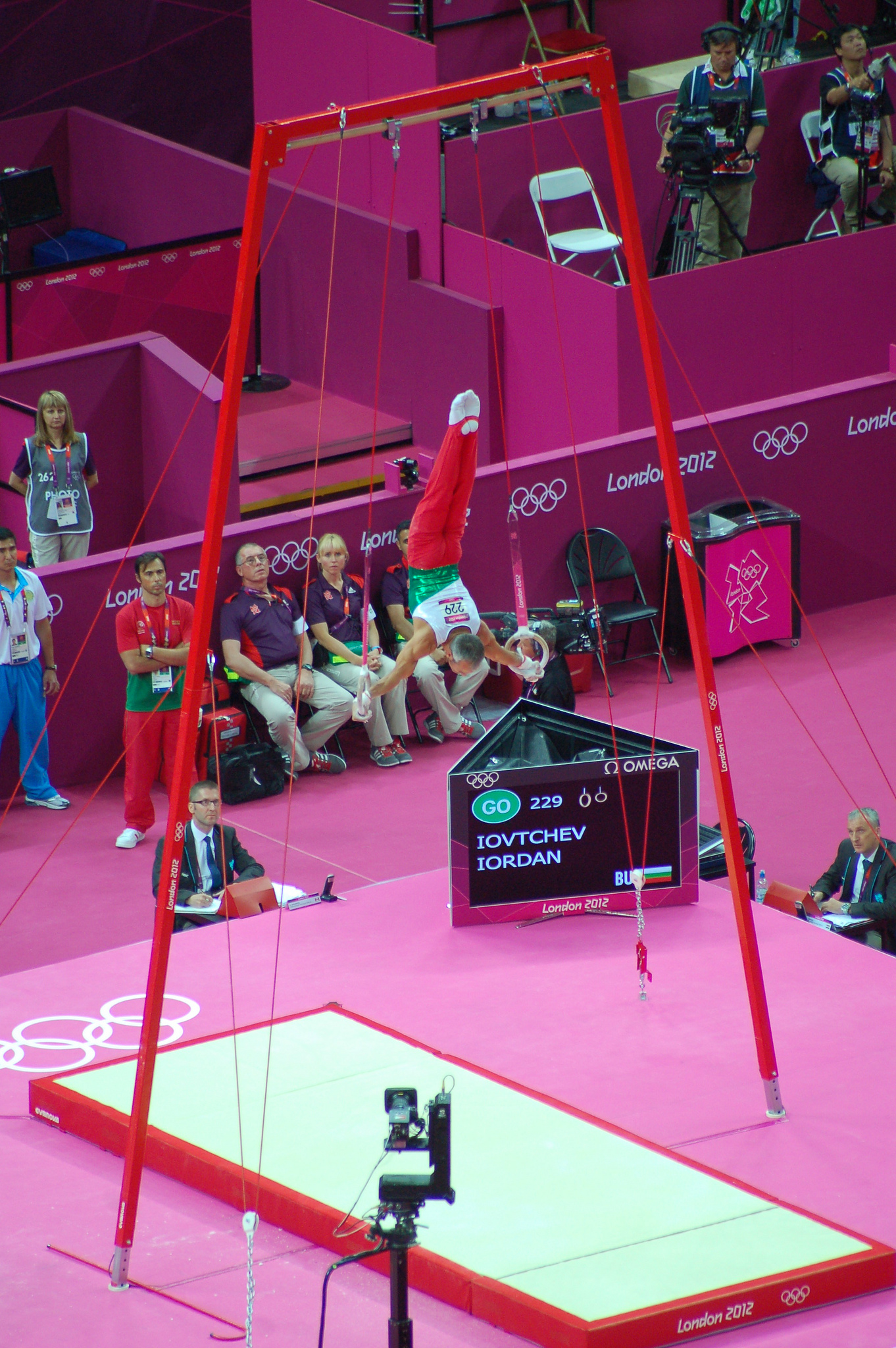
Йордан Йовчев на Олимпийских играх 2012

В 2012 году 39-летний Йордан Йовчев, несмотря на свой преклонный по меркам спортивной гимнастики возраст, принял участие в шестой своей Олимпиаде, став знаменосцем сборной Болгарии на церемонии открытия. Во время январских тестовых соревнований он выступал с травмой плеча. В финал упражнений на кольцах он попал, заняв 8-е место в квалификации и обойдя всего на 0.008 украинца Игоря Радивилова. Йовчев, выйдя в финал, стал самым возрастным участником финалов гимнастических соревнований Олимпийских игр. В самом финале он занял 7-е место: со слов Йовчева, он допустил серьёзную ошибку в программе и неудачно приземлился, но даже без совершённой ошибки у него было бы недостаточно шансов бороться за медаль.
По окончании игр Йовчев заявил о скором завершении своей спортивной карьеры, поскольку смысла в том, чтобы продолжать карьеру и выступать в возрасте 50 лет, он попросту не видел. О завершении карьеры болгарин официально объявил 23 февраля 2013 года (за день до своего 40-летия) на гимнастическом шоу в спорткомплексе «Арена Армеец» в Софии, на котором выступали ряд всемирно известных гимнастов, акробатов и эквилибристов. В 2013 году Йордан был награждён болгарским орденом «Стара планина»: к награде его представило Правительство Болгарии за выдающиеся заслуги в спорте.

### Вне карьеры гимнаста
В настоящее время Йордан Йовчев сотрудничает с Болгарской федерацией гимнастики и отвечает за организацию соревнований в Болгарии по спортивной гимнастике (как национальных чемпионатов, так и этапов Кубков мира). Несколько лет он даже проработал председателем Федерации, а 15 марта 2013 года был назначен заместителем министра спорта и молодёжной политики Болгарии (об этом назначении заявил Петр Стойчев, которого тогда же назначили новым министром спорта).
Йовчев играет важную роль в подготовке болгарских гимнастов к Олимпийским играм. В интервью он говорил, что мог бы теоретически поехать на Олимпиаду в Рио-де-Жанейро в качестве судьи, но считает, что у Болгарии вполне достаточно квалифицированных судей, а от каждой страны на Олимпиаду может ехать только один судья.
Йовчев также семь раз участвовал в международном японском экстремальном шоу по преодолению полосы препятствий «Sasuke», которое выходит во многих странах под названием «Ninja Warrior» (версия в России — «Русский ниндзя»). В шоу имеют право участвовать не только профессиональные спортсмены, но и обычные люди. Йовчев дошёл всего один раз до финального этапа (в 8-м выпуске шоу, который стал также первым с участием болгарина), но не сумел справиться с заданием.

## Личная жизнь
Со своей супругой Боряной Йордан познакомился незадолго до начала Олимпийских игр 1992 года. Свадьба состоялась спустя 5 лет в США. В 2001 году родился сын Йордан-младший, получивший по паспорту имя Джордан; в отличие от отца, он решил заниматься не спортивной гимнастикой, а теннисом. Помимо родного болгарского, Йордан Йовчев владеет английским и русским языками.

## Достижения
- Орден «Стара-планина» I степени (15 января 2013)[37]
- Почётный знак Президента Болгарии (2023)[38]